# 공주 남산리 입석
남산리 입석은 대한민국 충청남도 공주시 탄천면 남산리에 있다. 1997년 6월 5일 공주시의 향토문화유적 제7호로 지정되었다.